# Hipertrofia adenoidea
La hipertrofia adenoidea es una patología producida por el crecimiento del tejido adenoideo debido a la persistencia o recurrencia de infecciones de las vías aéreas superiores (alergia) o más raramente por inmunodeficiencias congénitas como el síndrome de Hiper-IgA; 
Patología no solo asociada exclusivamente a la infancia (aunque es más frecuente), en el adulto puede observarse en el síndrome de inmunodeficiencia adquirida o linfoma. 
En la niñez puede ir asociada a la adenoiditis. 
Esta patología reduce el espacio que debe atravesar el aire, éste ingresa por la nariz, pasando hacia la laringe y tráquea.
Por imagen radiológica puede clasificarse en 4 grados, éstos dependen del porcentaje de obstrucción de la luz de la rinofaringea.

## Causas, incidencia y factores de riesgo
La patología de las adenoides se puede dividir en: infecciosa o hipertrófica, existiendo una hiperplasia inmunológica, una hiperplasia infecciosa y una hiperplasia idiopática benigna.
Se trata de una enfermedad frecuente de la infancia que lleva a los niños a respirar por la boca adoptando una clásica postura de respirador bucal, causando también la maloclusión dentaria y paladar ojival.
El aumento de tamaño de las adenoides puede presentarse de manera natural (comienza durante el desarrollo fetal) o puede ser causado por una inflamación crónica.

## Síntomas
El principal síntoma de esta enfermedad es la respiración bucal y ronquido, obstrucción nasal persistente, voz nasal y rinorrea,  acompañada  de sequedad en la boca y agrietamiento de los labios. 
En las obstrucciones más severas se ve que el niño respira con la boca abierta durante el día, babeo y adelgazamiento del labio superior. 
También es posible encontrar otros síntomas como mal aliento, goteo nasal o congestión nasal persistente, infecciones del oído frecuentes, inquietud durante el sueño o apnea del sueño intermitente.
Alteraciones del crecimiento craneofacial.

## Diagnóstico
Las adenoides no  pueden visualizarse en forma directa en la cavidad bucal, pero pueden verse con un espejo laríngeo  que permite observar dentro de la nasofaringe o mediante el uso de un endoscopio flexible a través de la nariz (rinofibroscopía).
Además, los exámenes pueden incluir una radiografía lateral de la garganta (radiografía de cavum), siendo el primer estudio solicitado por el médico, y estudios de la apnea del sueño en los casos severos

## Tratamiento
La extirpación quirúrgica de las adenoides (adenoidectomía) evita y cura, si ya existen, las complicaciones derivadas de la hipertrofia de adenoides. 
Se pueden utilizar antibióticos para tratar las infecciones en las amígdalas, adenoides (adenoiditis)  y senos paranasales cuando se presentan.
Las indicaciones absolutas  de adenoidectomía son la adenitis crónica refractaria al tratamiento, otitis media persistente.

## Prevención
El agrandamiento de las adenoides asociado con infección e inflamación crónica puede reducirse si se brinda tratamiento temprano. La adenoidectomía evita las complicaciones relacionadas con la obstrucción crónica de las vías respiratorias.